# 日本橋きみ栄
日本橋 きみ栄（にほんばし きみえ、1915年（大正4年）1月27日 - 1993年（平成5年）10月9日）は、日本の芸者歌手。

## 経歴
本名は荒井 きよ子。大正8年(1919年)、東京都神田で生まれ、チャキチャキの江戸っ子として育ち、5歳の頃から兄の竹本東太夫に義太夫を仕込まれた。17歳で日本橋槇町から芸者に出るとすぐさま売れっ妓になり、折からの鶯芸者ブームで、1934年（昭和9年）ニットーレコードからデビュー。ビクターの市丸、小唄勝太郎、コロムビアの音丸、豆千代、藤本二三吉、赤坂小梅、ポリドールの浅草〆香、新橋喜代三、テイチクの美ち奴らと並んで活躍する。その後作曲家などに勧められたポリドールのテストに合格し、昭和10年(1935年)4月、『元禄くづし』で専属デビュー。翌昭和11年(1936年)に『浮名くづし』がヒット、昭和12年(1937年)には『蛇の目のかげで』などが大ヒット。他の曲には『お夏狂乱』『五月雨傘』『島の夕波』などがある。戦争が始まると他歌手と同じようにレコード活動も減ったが、そんな中でも『国策母さん』や『興亜の春風』といった軍事歌謡を発売し、慰問活動にも従じた。
戦後もポリドールに残り、1948年（昭和23年）11月には各社競作の『炭坑節』が大ヒットしたことで「炭坑節のきみ栄」と称され、『常磐炭坑節』『新炭坑節』といった炭坑節シリーズがヒット。1950年（昭和25年）にもテイチクの美ち奴と競作になった『ソーラン節』をヒット。それからしばらくは全国のキャバレーや劇場で流行歌手として東へ西への巡業が続いたが、「いつまでもこんなことをしていては、今に売れなくなって惨めな思いをする」と思い、邦楽の家元に落ち着いた。昭和30年代からは小唄・端唄・俗謡といった邦楽を専門に活動するようになり、キングレコードを経て、昭和33年(1958年)1月、『奴さん』や『木遣りくずし』で日本ビクターに移籍。同年には代表曲の『炭坑節』も新吹き込みしている。弟子をとり、後進の育成に精進する傍ら、昭和40年(1965年)頃からのなつメロブームの時期には、テレビ東京のなつメロ番組にも出演し、『蛇の目のかげで』や『浮名くづし』などの往年のヒット曲を披露している。
1971年（昭和46年）には三井名人会で披露した妙芸として名高い自作曲『見世物小屋』で芸術祭に参加、見事に芸術祭賞優秀賞を受賞。昭和50年(1975年)には山田五十鈴主演の舞台『たぬき』の音曲を担当し、これまた芸術祭大賞文部大臣賞を受賞。同年古巣のポリドールレコードに復帰し、3年がかりの録音で昭和54年(1979年)、ＬＰ10枚に及ぶ『これが端唄だ俗曲だ日本橋きみ栄大全集』160曲を完成発売した。1992年秋頃から体調を崩し、翌1993年1月には端唄の家元を退く。1993年（平成5年）10月9日急性心不全で死去、78歳だった。

## 代表曲
- しんとろとろり　（1935年）
作詞：佐藤惣之助 ／作曲：大村能章／編曲：
- 元禄くずし　（1935年）
作詞：並木せんざ／作曲：山田栄一／編曲：西原武三
- お夏狂乱　（1936年）
作詞：秩父重剛／作曲：大塚三郎／編曲：細田定雄
- 浮名くずし　（1936年）
作詞：佐藤惣之助／作曲：阿部武雄／編曲：
- 蛇の目のかげで　（1937年）
作詞：並木せんざ／作曲：阿部武雄／編曲：細田定雄
- 五月雨傘　（1938年）
作詞：矢島籠児／作曲：島口駒夫／編曲：
- 島の夕波　（1939年）
作詞：秩父重剛／作曲：島口駒夫／編曲：太田畔三郎
- 炭坑節　（1948年）
作詞：伊佐見研二／作曲：飯田景応／編曲：飯田景応
- ソーラン節　（1950年）
作詞：高橋掬太郎／作曲：北海道民謡／編曲：

その他、数多くの端唄、小唄、俗謡がある。